# Pîrohivți, Hmelnîțkîi
Pîrohivți (în ucraineană Пирогівці) este localitatea de reședință a comunei Pîrohivți din raionul Hmelnîțkîi, regiunea Hmelnîțkîi, Ucraina.

## Demografie
Componența lingvistică a localității Pîrohivți
     Ucraineană (97,21%)
     Rusă (2,09%)
     Alte limbi (0,14%)
Conform recensământului din 2001, majoritatea populației localității Pîrohivți era vorbitoare de ucraineană (97,21%), existând în minoritate și vorbitori de rusă (2,09%).